# Municipio II
Municipio Roma II ist die zweite administrative Unterteilung der italienischen Hauptstadt Rom.

## Geschichte
Die Assemblea Capitolina (Stadtrat von Rom) errichtete mit seiner Resolution Nr. 11 am 11. März 2013 das Municipio, welches die ehemaligen Municipi Roma II und Roma III und zuvor Circoscrizioni II und III ersetzte.

## Geographie

### Geschichtliche Unterteilung
Auf dem Territorium des Municipio sind die folgenden topografischen Bereiche der Hauptstadt Rom:

### Rioni
- R. XVIII Castro Pretorio (teilweise)

#### Quartiere
- Q. I Flaminio
- Q. II Parioli
- Q. III Pinciano
- Q. IV Salario
- Q. V Nomentano
- Q. VI Tiburtino (teilweise)
- Q. XVII Trieste

### Administrative Gliederung
Das Municipio Roma II umfasst die gleichen Zone Urbanistiche wie die vormaligen Municipi Roma II und Roma III:
| 2A               | Villaggio Olimpico | 2.821   |
| 2B               | Parioli            | 22.168  |
| 2C               | Flaminio           | 13.086  |
| 2D               | Salario            | 25.612  |
| 2E               | Trieste            | 53.139  |
| 2X               | Villa Borghese     | 602     |
| 2Y               | Villa Ada          | 915     |
| 3A               | Nomentano          | 39.231  |
| 3B               | San Lorenzo        | 8.987   |
| 3X               | Università         | 1.017   |
| 3Y               | Verano             | 223     |
| Nicht zuordenbar | Nicht zuordenbar   | 553     |
| Insgesamt        | Insgesamt          | 168.354 |

### Fraktion
Im Territorium des Municipio sind folgende Fraktionen der Stadt Rom:
- Castello della Cecchignola
- Fonte Laurentina
- Mostacciano
- Tor de’ Cenci
- Spinaceto
- Vitinia

## Präsident
| Wahlperiode        | Wahlperiode   | Präsident           | Partei              | Anmerkungen |
| ------------------ | ------------- | ------------------- | ------------------- | ----------- |
| 10. Juni 2013      | 19. Juni 2016 | Giuseppe Gerace     | Partito Democratico |             |
| seit 19. Juni 2016 |               | Francesca Del Bello | Partito Democratico |             |